# Église Saint-Martin de Vouxey
L'église Saint-Martin est une église catholique située à Vouxey, en France.

## Localisation
L'église est située dans le département français des Vosges, sur la commune de Vouxey.

## Historique
Édifice roman (tour du XIIe siècle conservée), reconstruit à la fin du  XVe siècle dans le style gothique tardif lorrain. Quelques remaniements au  XVIIIe siècle. Il est classé au titre des monuments historiques en 1995,,.
Patrimoine mobilier :
* statue Vierge à l'Enfant.
* statue Saint Roch.
* 3 statues : Saint Jean-Baptiste, Saint Fiacre, Un saint.
* Dalles funéraires,.
* Chaire à prêcher.
* Cloche en façade de l'entrée.